# سوترا
سوترا یا سوترَه (سانسکریت: सूत्र، آوانگاری: Sūtra، ت. «ریسمان، نخ»; پالی: सुत्त، آوانگلری: Sutta) کلمات قصار یا مجموعه‌ای از کلمات قصار است که در قالب یک کتابچه راهنما، یا، به طور گسترده‌تر، یک متن برای پیروان آیین هندو یا بودایی ترتیب داده شده‌است.
سوتراها سومین دسته از متون هندو، پس از شْروتی‌ها و سْمْرتی‌ها، به‌شمار می‌آیند. 
به نظر می‌آید آن‌گاه که به‌یادسپاری محتویات متون اولیه هندویی که حجم آن روز به روز افزایش پیدا کرده بود، دشوار و بلکه ناممکن گشت، فرهیختگان سنت هندو دست به تألیف مجموعه‌هایی به نام سوترا زدند که در خود، جوهره هر یک از نظام‌ها و مکتب‌ها را به نحوی که بتوان به خاطر سپرد، به صورت مختصر و مفید گردآورده بود.
در طی دوره‌ای معین، هر کدام از مواد و موضوعات آموزشی سنت هندو دارای سوترای ویژه خود شد. این موارد عبارت‌اند از: شْرَوْته سوتراها، شامل خلاصه قواعد مربوط به مراسم قربانی عمومی، گرهیه سوترا، شامل خلاصه‌ای از مراسم و آداب رسوم خانگی، کَلْپه سوتره، شامل دیگر مراسم و آیین‌ها، دارماسوترا، کتابچه‌های قانون دینی و غیر دینی، شولْوه سوتْرا، در بردارنده مهندسی و قواعد ساخت محراب آتش و مانند آن.

## ریشه واژه
سوترا به طور لغوی به معنای ریسمان است. منظور از این نام‌گذاری، مقایسه این خطوط متن با ریسمان‌هایی است که چیزها را به هم نگه می‌دارد. 
واژه سوترا از ریشه -siv گرفته شده که به معنی به دوختن است. (این واژه‌ها، از جمله لاتین suere و انگلیسی sew و suture (بخیه)، همه در نهایت برگرفته از واژه نیاهندواروپایی *siH-/syuH- هستند.